# Roy Hodgson
Roy Hodgson CBE (Croydon, 1947. augusztus 9. –) angol labdarúgó, edző, legutóbb a Premier League-ben szereplő Crystal Palace menedzsere. 2012-2016-ig az angol labdarúgó-válogatott szövetségi kapitánya. Korábban többek között a svájci és a finn labdarúgó-válogatott szövetségi kapitánya, illetve az Internazionale és a Fulham menedzsere is volt.

## Pályafutása
Kiemelkedően a legtapasztaltabb menedzserek közé tartozik Roy Hodgson.
1976. július
A 28 éves menedzsert kinevezték a svéd Halmstad vezetőedzőjének.
1977. május
Élvezte az azonnali sikert, bajnoki címig vezette a svéd csapatot. Az volt a Halmstad első bajnoki címe.
1979. május
A svéd csapat második bajnoki címe után segédedző lett a Bristol City csapatánál.
1982. január
Hodgsont kinevezték a Bristol City vezetőedzőjének.
1982. április
Roy távozott Bristolból, miután 20 mérkőzésből csak hármat tudott megnyerni csapatával.
1983. július
Visszatért Svédországba, ezúttal az Orebro csapatához.
1985. június
Lemondott az Orebro menedzseri posztjáról, hogy a Malmo FF edzője lehessen.
1986. május
Megnyerte az első bajnoki címet a csapattal, ezután még négy bajnoki cím következett megszakítás nélkül, zsinórban.
1990. július
Az új kihívás érdekében úgy döntött, hogy Neuchatel Xamax csapatához szerződik Svájcba.
1992. január
Hodgsonról lehull a lepel, ő lett Svájc válogatottjának szövetségi kapitánya.
1993. november
Kivezette a svájci válogatottat a Világbajnokságra 1966 óta először.
1994. július
Valóságos hősként titulálták Hodgson, miután csapatával bejutott a legjobb 16 csapat közé az USA-ban megrendezett Világbajnokságon.
1995. augusztus
Kivezette a svájciakat az 1996-os Európa-bajnokságra.
1995. október
Bejelentették, hogy Roy Hodgson lesz az Inter Milan új vezetőedzője.
1995. november
Lemondott a svájci válogatott szövetségi kapitánya posztjáról.
1997. május
3. lett az Interrel a Seria A-ban, továbbá UEFA Kupa döntőig vezette az milánói együttest. Igaz a döntőben vereséget szenvedtek a Schalke ellen tizenegyesek után.
1997. május
Elhagyta az Internazionale csapatát.
1997. június
Kinevezték a Blackburn Rovers új menedzserének.
1998. május
Hatodik helyig vezényelte a Roverst és ezzel bejuttatta a csapatot az UEFA Kupába.
1998. július
Leigazolta Kevin Daviest 7,5 millió font ellenében - a csatár kudarcot vallott az Ewood Parkban.
1998. december
Elbocsátották menedzseri pozíciójából, miután a csapat gyökeret eresztett a Premier League alsó felében.
1999. május
Visszatért az Inter Milanhoz az 1998/99-es szezon utolsó hónapjára.
1999. július
Csatlakozott a svájci Grasshopper csapatához.
2000. július
Elvállalta a dán Copenhagen csapatának irányítását.
2001. május
A dán bajnokság megnyeréséig vezette a csapatot.
2001. június
Visszatért Olaszországba, az Udinese csapatánál vette át az irányítást.
2001. december
Kevesebb, mint hat hónapos ténykedés után elbocsátották Hodgsont.
2002. április
Kinevezték az Egyesült Arab Emirátusok edzőjének.
2004. január
Elbocsátották egy sikertelen, csalódást keltő Gulf Cup-menetelés után.
2004. május
A norvég Viking csapatához szerződött.
2005. augusztus
Elfogadta a finn nemzeti csapat ajánlatát és ő lett a szövetségi kapitányuk.
2007. november
Visszautasította azt az ajánlatot, hogy maradjon a finn válogatott szövetségi kapitánya, miután nem sikerült kvalifikálnia a finn nemzeti tizenegyet a 2008-as Európa-bajnokságra.
2007. december
Kinevezték a Fulham vezetőedzőjének.
2008. május
Bennmaradt a Fulhammel, miután Danny Murphy fejesének köszönhetően 1-0-ára legyőzték a Portsmouth együttesét.
2009. május
A hetedik helyet szerezte meg a Fulhammel. Ez volt a Fulham csapatának a legjobb Premier League szereplése. A klub továbbá kvalifikálta magát az Európa Ligába.
2010. március
Bejutott a Fulhammel az Európa-liga negyeddöntőjébe, miután 4–1-re legyőzték a Juventust a párharc visszavágóján.
2010. május
A Premier League-ben vitézkedő edzők Hodgsont választották a 2009/10-es év legjobb menedzserének.
2010. május
A Fulham kikapott hosszabbítás után az Atlético Madrid ellen az Európa-liga döntőjében Hamburgban.
2010. július 1.
Kinevezték a Liverpool Football Club vezetőedzőjének.
2011. január 8.
Menesztik a Liverpoolból, helyére Kenny Dalglish érkezett.

### Edzőként

#### Liverpool
2010. július 1-jén bejelentették, hogy Rafael Benítez utódja Roy Hodgson. A Liverpool FC új vezetőedzője 3 éves szerződést írt alá a klubnál. A sikertelen szezon felénél, 2011. január 8-án közös megegyezés alapján elbocsátották a szakvezetőt, és helyére a klub korábbi híres menedzserét, Kenny Dalglish-t hívták meg.

#### West Bromwich Albion
Hodgson 2011. február 25-én a West Bromwich Albion új vezetőedzője lett.

## Edzői statisztika
2018. december 26-án lett frissítve.
| Halmstads BK            | Svédország              | 1976. január 1.      | 1980. szeptember 30. | 130   | 52  | 45  | 33  | 40,0  |
| Bristol City            | Anglia                  | 1982. január 3.      | 1982. április 30.    | 21    | 3   | 5   | 13  | 14,3  |
| Örebro SK               | Svédország              | 1983. január 1.      | 1984. június 30.     | 48    | 24  | 15  | 9   | 50,0  |
| Malmö                   | Svédország              | 1985. április 14.    | 1989. november 15.   | 165   | 98  | 38  | 29  | 59,4  |
| Neuchâtel Xamax         | Svájc                   | 1990. július 1.      | 1991. december 31.   | 67    | 26  | 24  | 17  | 38,8  |
| Svájc                   | Svájc                   | 1992. január 26.     | 1995. november 15.   | 41    | 21  | 10  | 10  | 51,2  |
| Internazionale          | Olaszország             | 1995. október 16.    | 1997. május 19.      | 89    | 40  | 26  | 23  | 44,9  |
| Blackburn Rovers        | Anglia                  | 1997. június 1.      | 1998. november 21.   | 63    | 22  | 18  | 23  | 34,9  |
| Internazionale          | Olaszország             | 1999. április 27.    | 1999. június 30.     | 6     | 2   | 0   | 4   | 33,3  |
| Grasshoppers            | Svájc                   | 1999. augusztus 2.   | 2000. június 30.     | 34    | 14  | 10  | 10  | 41,2  |
| FC København            | Dánia                   | 2000. július 1.      | 2001. június 30.     | 33    | 17  | 12  | 4   | 51,5  |
| Udinese                 | Olaszország             | 2001. június 21.     | 2001. december 10.   | 17    | 7   | 5   | 5   | 41,2  |
| Egyesült Arab Emírségek | Egyesült Arab Emírségek | 2002. április 11.    | 2004. április 30.    | 2     | 0   | 1   | 1   | 0.0   |
| Viking                  | Norvégia                | 2004. július 11.     | 2005. december 20.   | 50    | 23  | 11  | 16  | 46,0  |
| Finnország              | Finnország              | 2006. július 1.      | 2007. november 29.   | 15    | 6   | 7   | 2   | 40,0  |
| Fulham                  | Anglia                  | 2007. december 30.   | 2010. július 1.      | 128   | 50  | 32  | 46  | 39,1  |
| Liverpool               | Anglia                  | 2010. július 1.      | 2011. január 8.      | 31    | 13  | 9   | 9   | 41,9  |
| West Bromwich Albion    | Anglia                  | 2011. február 14.    | 2012. május 14.      | 54    | 20  | 13  | 21  | 37,0  |
| Anglia                  | Anglia                  | 2012. május 14.      | 2016. június 27.     | 56    | 33  | 15  | 8   | 58,9  |
| Anglia U21              | Anglia                  | 2013. augusztus 13.  | 2013. augusztus 13.  | 1     | 1   | 0   | 0   | 100,0 |
| Crystal Palace          | Anglia                  | 2017. szeptember 12. | 2021. május 23.      | 162   | 54  | 38  | 70  | 33,3  |
| Összesen                | Összesen                | Összesen             | Összesen             | 1 213 | 526 | 334 | 353 | 43,4  |